# Otto Paul Koch

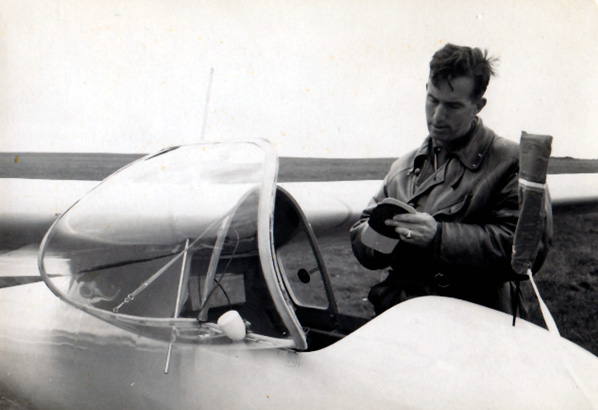
Otto Koch bij het checken van zijn toestel

Otto Paul Koch (Den Haag, 15 december 1914 – Vorden, 28 oktober 1986) was zweefvlieger en vliegenier bij de KLM.

## Loopbaan als zweefvlieger
Zijn zweefvliegbrevetten kreeg Koch uitgereikt door de Koninklijke Nederlandse Vereniging voor Luchtvaart (KNVvL).
- Brevet A, nr. 9 op 27 juni 1932.
- Brevet B, nr. 2 op 2 augustus 1932.
- Brevet C, nr. 24 op 3 augustus 1937. (Archief luchtvaartpublicist Ary Ceelen te Eindhoven.)

## Geselecteerd voor Olympische Spelen van 1940
Voor en na de Tweede Wereldoorlog behoorde Koch tot onze beste zweefvliegers.
Dat blijkt uit het feit dat hij samen met Hans van Zanten werd geselecteerd om Nederland te vertegenwoordigen op de Olympische Spelen van 1940 in Helsinki, die wegens het uitbreken van de Tweede Wereldoorlog niet doorgingen.
In 1937 had het Internationaal Olympisch Comité besloten zweefvliegen toe te laten voor volwaardige deelname. In 1939 werd op het vliegveld Welschap een Olympiadekamp georganiseerd, bedoeld om de twee beste zweefvliegers van dat moment te selecteren voor Helsinki 1940. Tijdens dat kamp vestigde Koch een record. De kranten berichtten: "Otto Koch gaf een doelvlucht op naar Saint-Quentin van 240 km. Hij haalde het met de Minimoa 'Merlin' in 6,5 uur." Het duurde tot 1951 voordat zijn record werd gebroken.

## Gloriejaar 1954
Voor Koch was 1954 ook een gloriejaar. Op 12 mei 1954 werd hij houder van het Nederlands (binnenlands) hoogterecord. Hij bereikte met een Slingsby 'Sky' in een wolk boven Terlet 6000 meter, met een hoogtewinst van 5750 meter. Verder vloog hij een diamanten afstand van Hilversum naar het Franse Hesdin, 313 km. Daarmee was hij de eerste Nederlander die de 'Gouden-C met 1 diamant' veroverde.
In 1954 deed hij mee aan de wereldkampioenschappen zweefvliegen in Camp Hill in Engeland. In 1956 nam hij deel aan de wereldkampioenschappen in St. Yan, Frankrijk.
Hij was zijn hele vliegende carrière examinator meteo voor zweefvlieginstructeurs.

## Rol in het verzet
Tijdens de Tweede Wereldoorlog woonde Koch als directeur van het distributiekantoor in Zuidhorn, waar hij bij het verzet betrokken was.

## Erelid vliegveld Teuge
Na zijn pensioen in 1969 werd Koch zweefvlieginstructeur op vliegveld Teuge (Teuge International Airport), na zijn baan als gezagvoerder bij de KLM.
Hij was erelid van de vliegclub Teuge.
De meteoroloog John Bernard behoorde tot zijn leerlingen.